# Fatih Sonkaya
Fatih Sonkaya (* 1. Juli 1981 in Oltu) ist ein ehemaliger türkisch-niederländischer Fußballspieler.  Mit der türkischen Nationalmannschaft nahm er an dem FIFA-Konföderationen-Pokal 2003 teil und kam während dieses Turniers zu zwei Spieleinsätzen.

## Spielerkarriere

### Verein
Sonkaya kam in der Kreisstadt Oltu in der osttürkischen Provinz Erzurum auf die Welt und zog bereits im Kindesalter mit seiner Familie in die Niederlande und ließ sich in der Stadt Heerlen nieder. Hier erlernte er das Fußballspielen in den Jugendabteilungen diverser Amateurvereine wie SV Heerlerhei, Swift Roermond und SV Heerlen, bis er in die Jugend von Roda Kerkrade wechselte. 1998 wurde er hier in den Profikader des damaligen Erstligisten aufgenommen, trainierte aber zwei Jahre lediglich mit. Sein Profidebüt gab er am 5. November 2000 während eines Ligaspiels gegen Feyenoord Rotterdam. Bis zum Saisonende kam er in zwei weiteren Ligapartien zum Einsatz und belegte mit seinem Team den vierten Tabellenplatz. In der nächsten Spielzeit eroberte Sonkaya gleich zu Saisonbeginn einen Stammplatz, absolvierte 28 Ligapartien und beendete die Saison mit seinem Team auf dem 7. Tabellenplatz. Zudem schaffte man es im UEFA-Pokal der Saison 2001/02 bis ins Achtelfinale, wo man unglücklich an AC Mailand scheiterte. Sonkaya spielte in nahezu allen UEFA-Cup-Partien mit und steuerte einen Treffer bei. Die nachfolgende Spielzeit behielt er seinen Stammplatz und stieg zum türkischen Nationalspieler auf. Mit der türkischen Nationalmannschaft nahm er am FIFA-Konföderationen-Pokal 2003 teil und beendete mit seinem Team das Turnier als Dritter.
Nachdem Sonkaya sich auch in der Nationalmannschaft etabliert hatte, stieg das bereits vorhandene Interesse der türkischen Klubs an ihm. Im Sommer 2004 wurde er mit Galatasaray Istanbul und Beşiktaş Istanbul in Verbindung gebracht. Nachdem Ersterer sich gegen eine Verpflichtung Sonkayas entschied, verpflichtete Beşiktaş das Abwehrtalent gegen eine Ablösesumme von drei Millionen US-Dollar. Bei seinem neuen Verein fand er erst im Oktober 2004 in die Mannschaft und wurde vom Trainer Vicente del Bosque bis zur Winterpause durchgängig in der Stammelf eingesetzt. Zur Rückrunde ersetzte die Vereinsführung Trainer del Bosque durch die vereinseigene Spielerlegende Rıza Çalımbay. Dieser neue Trainer verzichtete gänzlich auf die Dienste Sonkayas, ließ ihn bis zum Saisonende nicht spielen und setzte ihn anschließend zum Saisonende auf die Liste der Spieler, die den Verein verlassen sollen. 
Der portugiesische Fußballverein FC Porto, der Sonkaya bereits zu seiner Zeit bei Roda Kerkrade beobachtet hatte, bekundete Interesse an Sonkaya und begann mit Beşiktaş zu verhandeln. So einigten sich die Klubs, sodass Sonkaya zum Sommer 2005 gegen eine Ablösesumme von 500.000 Euro zum FC Porto wechselte. Auch beim FC Porto misslang Sonkaya der Durchbruch. Er wurde zwar bereits in seiner ersten Saison mit seinem Team Portugiesischer Fußballmeister und Portugiesischer Supercup-Sieger, kam aber lediglich in fünf Ligaspielen zu einem Einsatz. Für die Saison 2006/07 wurde er an den Ligakonkurrenten Académica de Coimbra ausgeliehen und eine Spielzeit weiter an seinen alten Verein Roda Kerkrade.
Zum Sommer 2008 wechselte Sonkaya samt Ablöse zum aserbaidschanischen Klub FK Khazar Lenkoran. Hier spielte er nur eine Saison und wechselte anschließend in die türkische TFF 1. Lig zu Kayseri Erciyesspor.
2011 wechselte er zum nordzypriotischen Verein Çetinkaya TSK. Im März 2012 nahm Sonkaya privat an einem Hallenfußballturnier teil und geriet zum Turnierende in eine Massenunruhe. Der Königliche Niederländische Fußballbund machte Sonkaya und zwei weitere Freunde für diese Unruhe verantwortlich. Sonkaya erhielt daraufhin eine lebenslange Spielsperre.
Zum Ausklang seiner Karriere spielte Sonkaya von 2014 bis 2018 beim Kreisligisten SuS Herzogenrath und seit 2018/19 beim Bezirksligisten Kohlscheider BC, beide in der Städteregion Aachen beheimatet.

### Nationalmannschaft
Sonkaya spielte September 2000 mit seinem Einsatz für die türkische U-19-Nationalmannschaft während seiner Zeit bei VVV Venlo das erste Mal für eine türkische Auswahlmannschaft.
Ein Jahr nach diesem Einsatz für die U-19 wurde er das erste Mal für die türkische U-21-Nationalmannschaft nominiert und zählte zwei Jahre lang, in denen er in 12 Spielen einmal traf, zu den regelmäßig berufenen Spielern.
Anlässlich des FIFA-Konföderationen-Pokal 2003 nominierte der Nationaltrainer Şenol Güneş neben gestandenen Nationalspielern auch viele junge Spieler, die noch nie oder nur ein paar Mal für die Nationalmannschaft spielten, in den Kader der türkischen Nationalmannschaft. Während dieses Turniers absolvierte Sonkaya zwei Länderspiele. Sein Team beendete das Turnier als Dritter.

## Erfolge
- Mit PC Porto
  - Portugiesischer Fußballmeister (1): 2005/06
  - Portugiesischer Supercup (1): 2005

- Türkische Nationalmannschaft:
  - Dritter der FIFA-Konföderationen-Pokal (1): 2003